# Epfach
Epfach, lateinisch Abodiacum, am linken Ufer des Lech gelegen, ist ein Pfarrdorf und Ortsteil der Gemeinde Denklingen im oberbayerischen Landkreis Landsberg am Lech.

## Geschichte

### Römerzeit
In der Nähe des heutigen Ortes gab es seit etwa 14 v. Chr. auf dem später Lorenzberg genannten Hügel unmittelbar am Lech eine römische Straßenstation mit etwa 80 Soldaten und Reitern. Diese hatten die Aufgabe, die Kreuzung der Via Claudia mit der alten Salzstraße zu sichern, die von Salzburg kommend hier den Fluss überquerte und dann nach Kempten führte. Es war der bedeutendste Straßenknotenpunkt im südlichen Bayern.
Ab 50 n. Chr. wurde der unnötig gewordene Militärstützpunkt aufgegeben. Das Umland war inzwischen sicher genug. Nun entstand auf der Lechterrasse eine Siedlung, in der sich Handwerker und Händler niederließen. Sie erhielt den Namen Abodiacum.
Im Jahre 233 zerstörten die Alamannen die Siedlung und hinterließen ein Trümmerfeld. Doch schon zwischen 260 und 270 wurde der Lorenzberg wieder besiedelt, aber diesmal aus Angst vor germanischen Überfällen mit einer ringförmigen Umfassungsmauer versehen.
Um 355 wurde die Siedlung erneut von den Alamannen zerstört, jedoch bald wieder von den Römern besiedelt und aufgebaut. Bis 388 waren römische Truppen auf dem Lorenzberg stationiert.

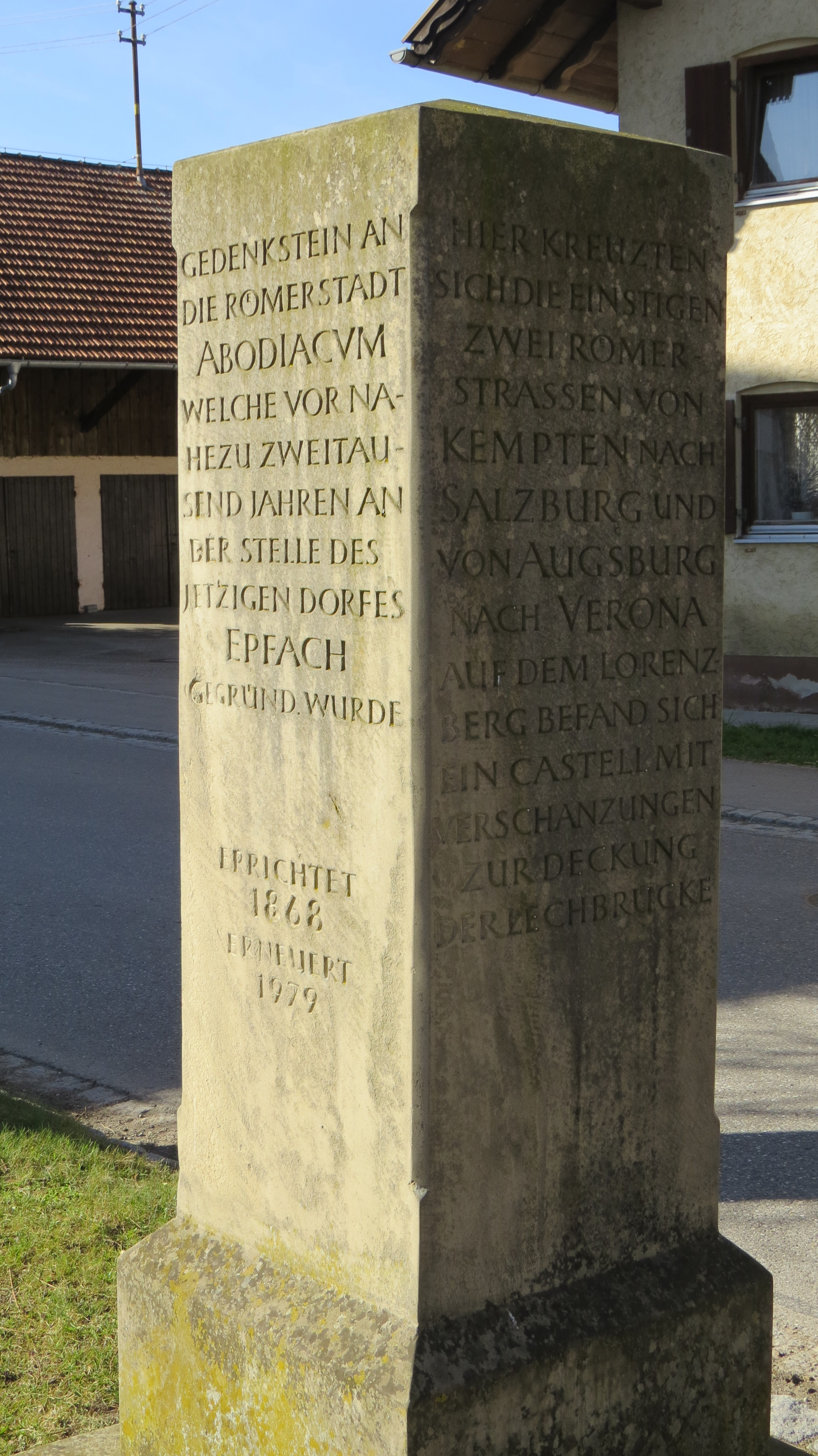
Gedenkstein für die Ortsgeschichte

Um 370/380 wurde auf der höchsten Kuppe des Lorenzberges ein rechteckiger Saalbau mit dreigeteiltem Chorabschluss errichtet, der als christlicher „Gemeindebau“ interpretiert wird.
Die Anfang des 19. Jahrhunderts gefundene Statue „Venus von Epfach“ wurde Auslöser für die Suche nach römischen Schätzen. Lorenz Boxler († 24. September 1844), der Landrichter von Schongau, veranlasste 1830 die ersten gründlichen Grabungen am Lorenzberg. Ein berühmter Sohn des Ortes war Claudius Paternus Clementianus, dessen Laufbahn ihn vom Norden Galliens in das ferne Judäa führte, wo er als Finanzprokurator an gleicher Stelle wirkte wie etwa 80 Jahre vor ihm Pontius Pilatus. Anschließend kaiserlicher Statthalter in der Provinz Noricum, dem heutigen Österreich, kehrte er als Pensionist nach Epfach/Abodiacum zurück.

Römische Funde und Befunde
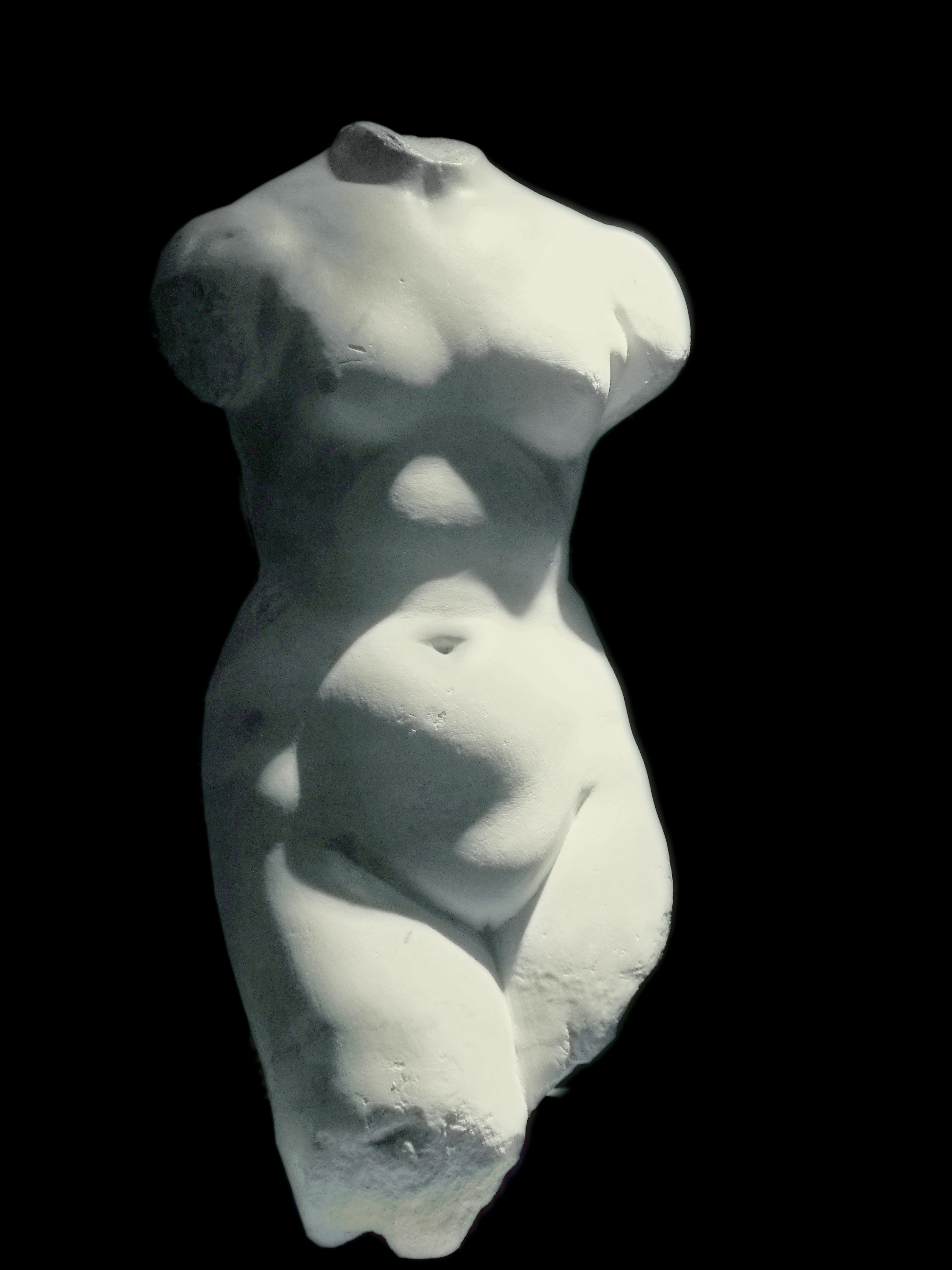
Venus von Epfach
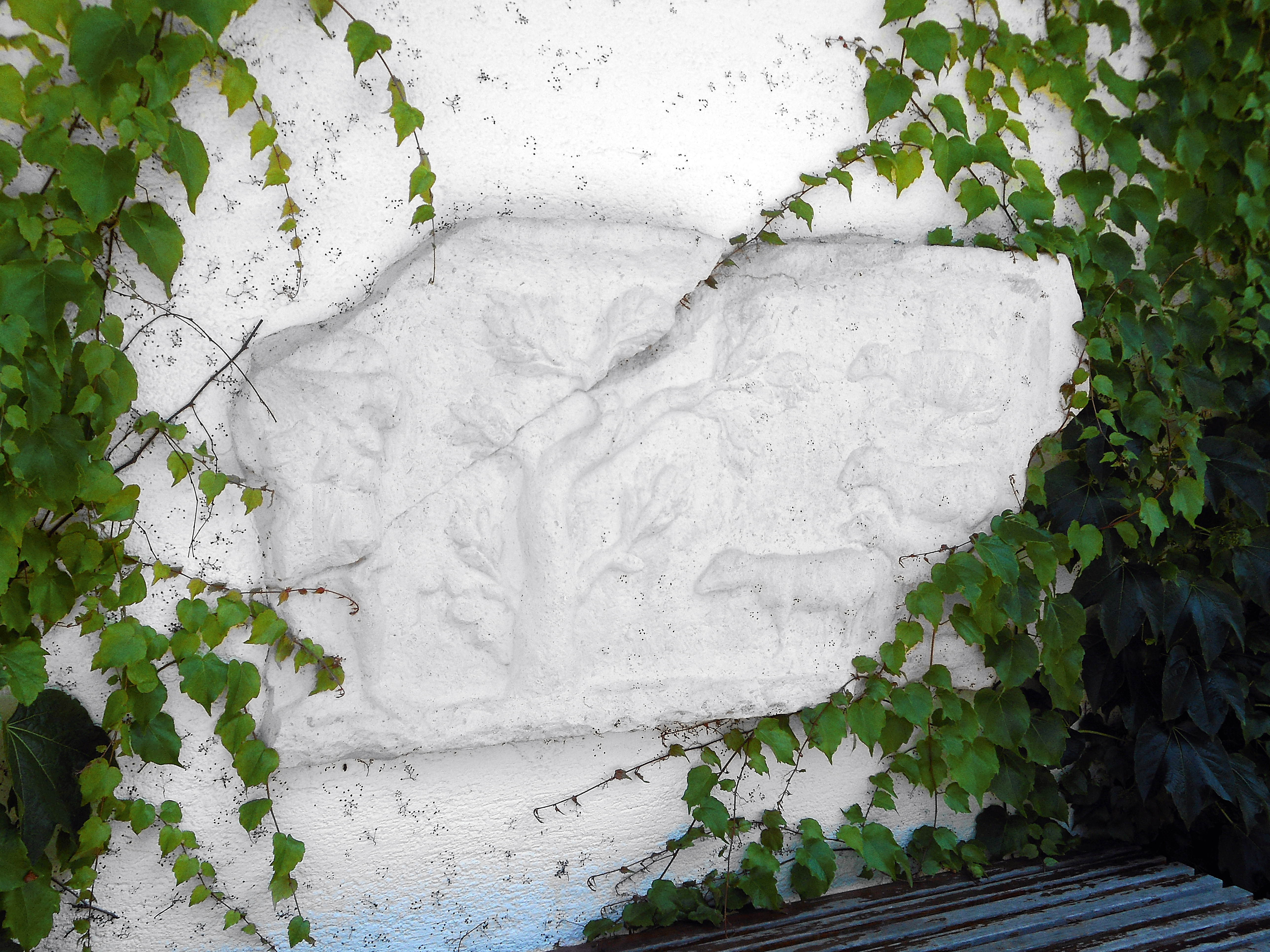
Hirte mit Schafen – römische Plastik
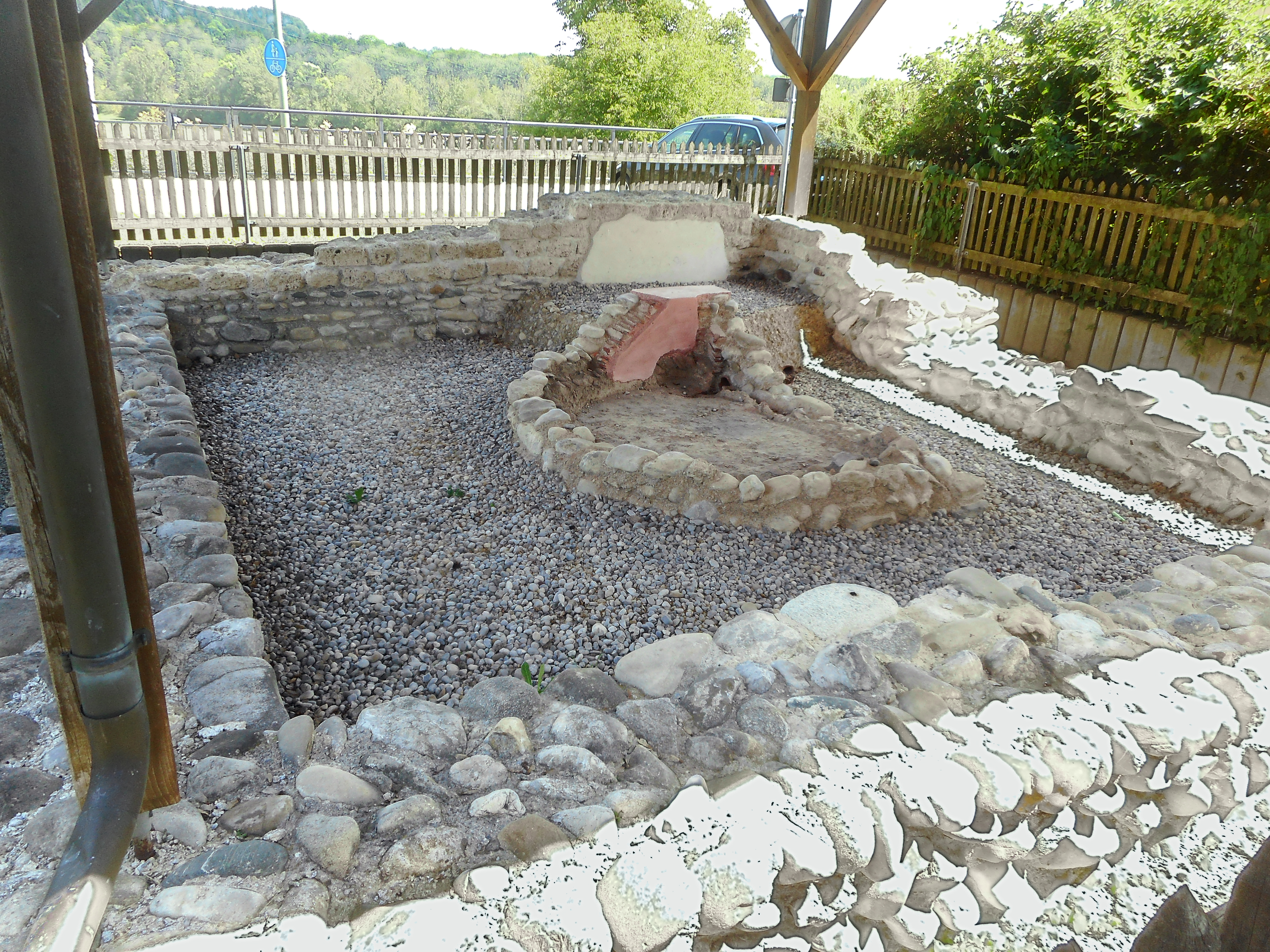
Römisches Brunnenhaus im Vicus, Zustand 2020

### Mittelalter und frühe Neuzeit
743 fand vermutlich hier die Schlacht bei Epfach statt. Bischof Wikterp, der erste nachgewiesene Bischof von Augsburg, wurde in dieser Kirche nach seinem Tod um 771/72 bestattet. Nach 955 wurde eine größere Kirche (20 Meter lang und 13 Meter breit), St. Lorenz, erbaut, zum Teil über dem ältesten Gotteshaus aus dem 4. Jahrhundert. Im zwölften Jahrhundert entstand die – wieder wesentlich kleinere – dritte Kirche, die um 1820 durch einen Neubau ersetzt wurde. Die heutige St. Lorenz-Kapelle stammt aus dem Jahr 1751. Von 1286 bis zur Säkularisation gehörte die Kirche zum Prämonstratenserkloster Steingaden.

Baudenkmäler
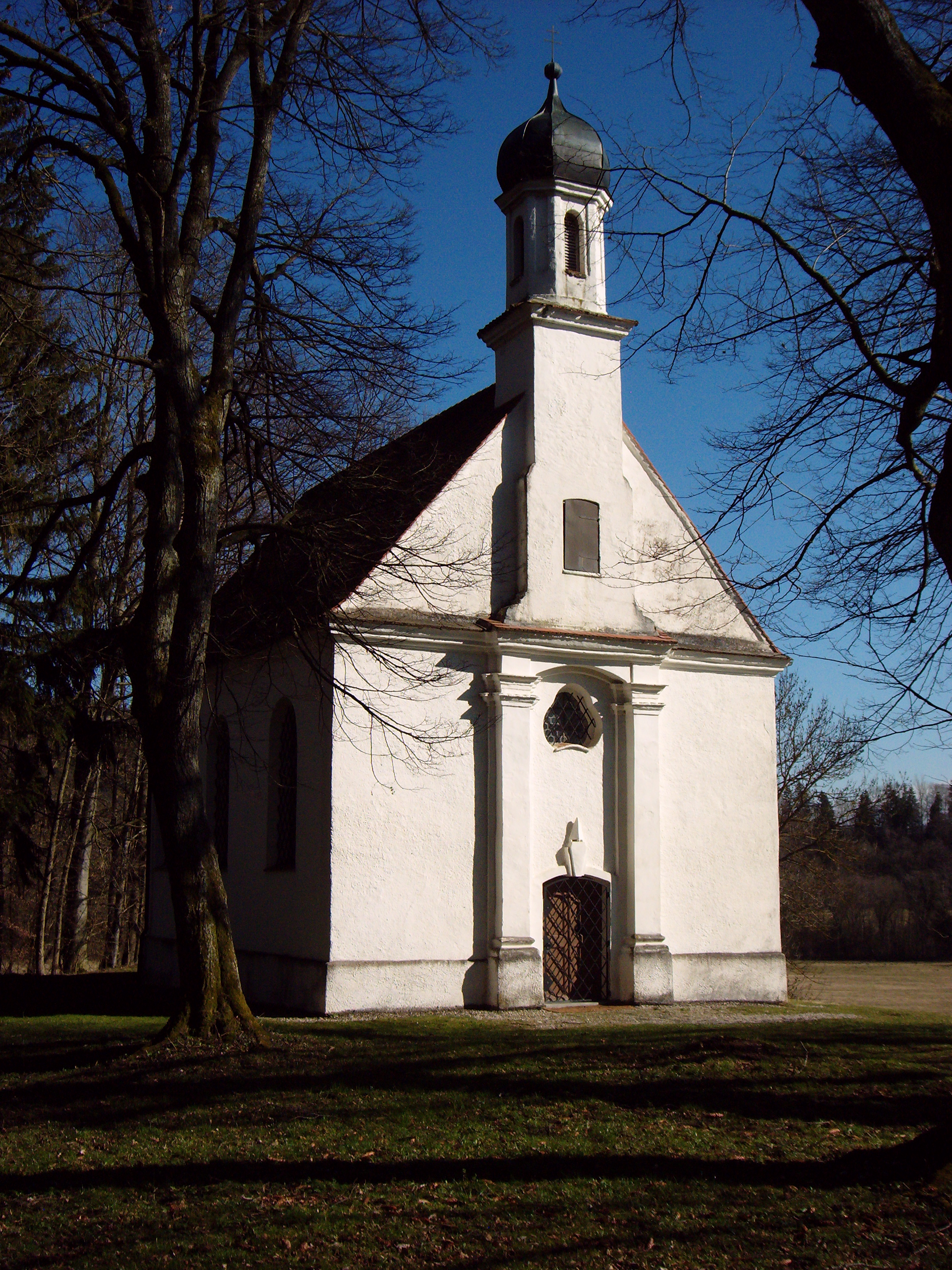
St. Lorenz
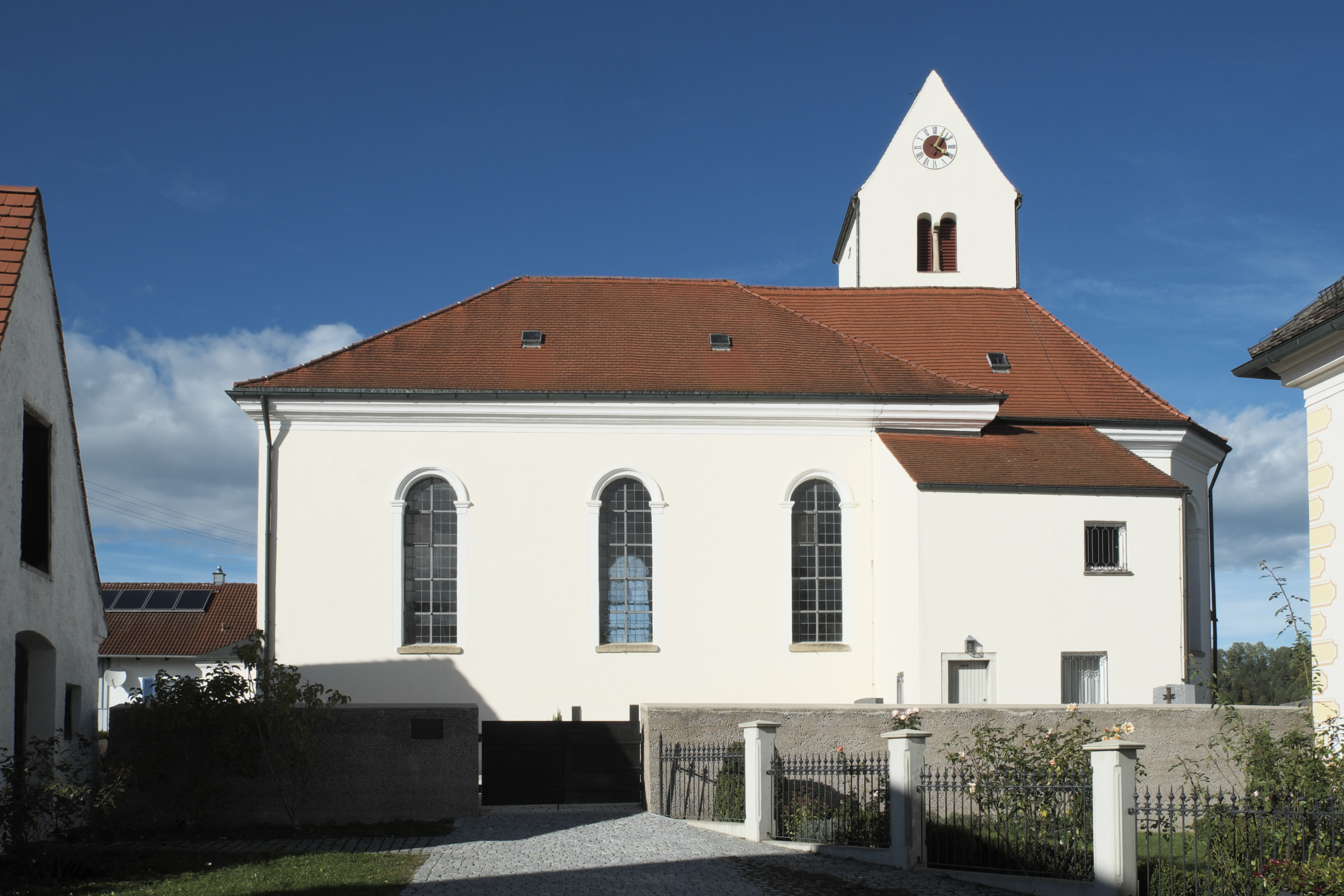
St. Bartholomäus
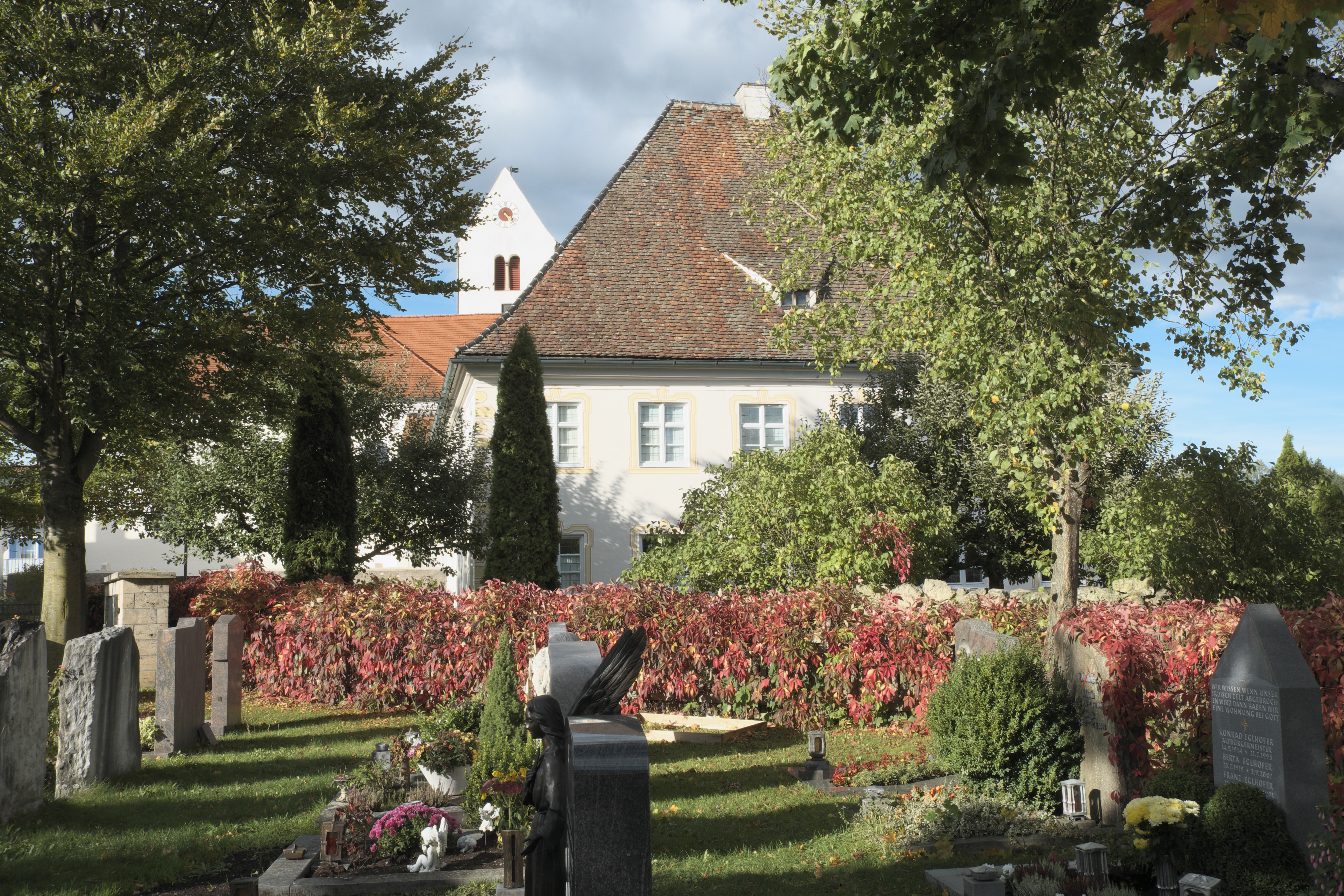
Pfarrhaus
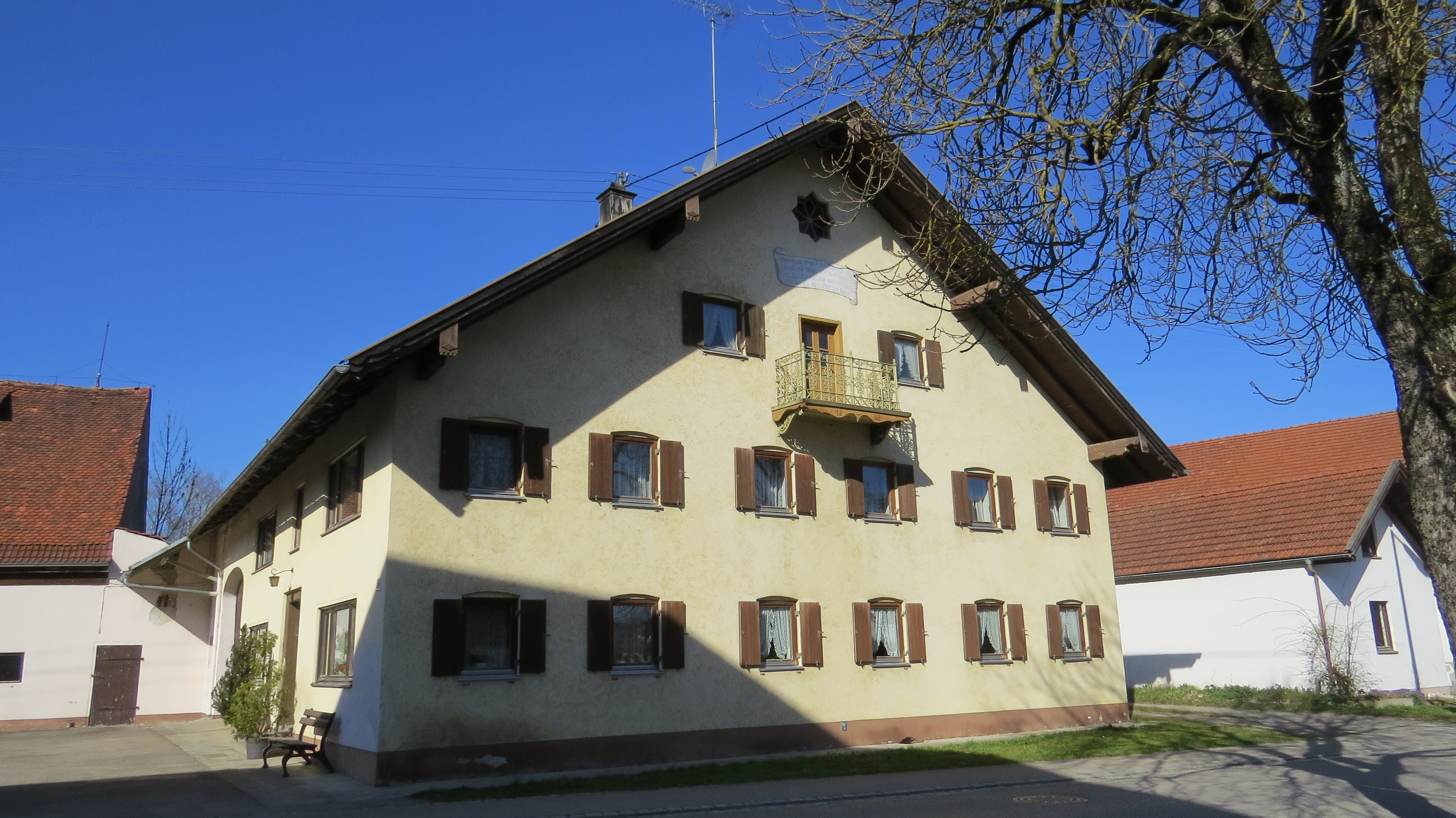
Hofstelle Via Claudia Nr. 13
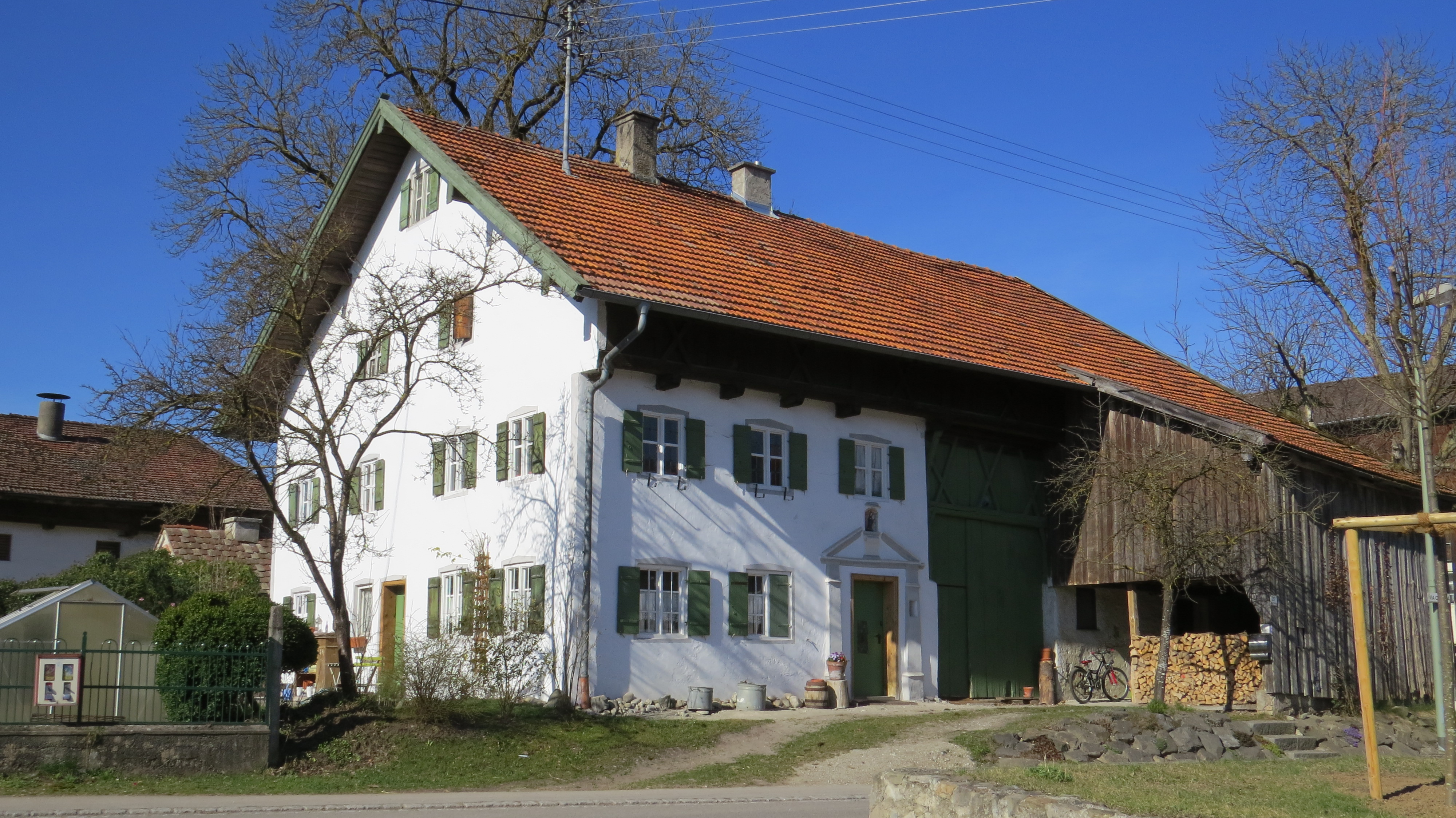
Hofstelle Via Claudia Nr. 27
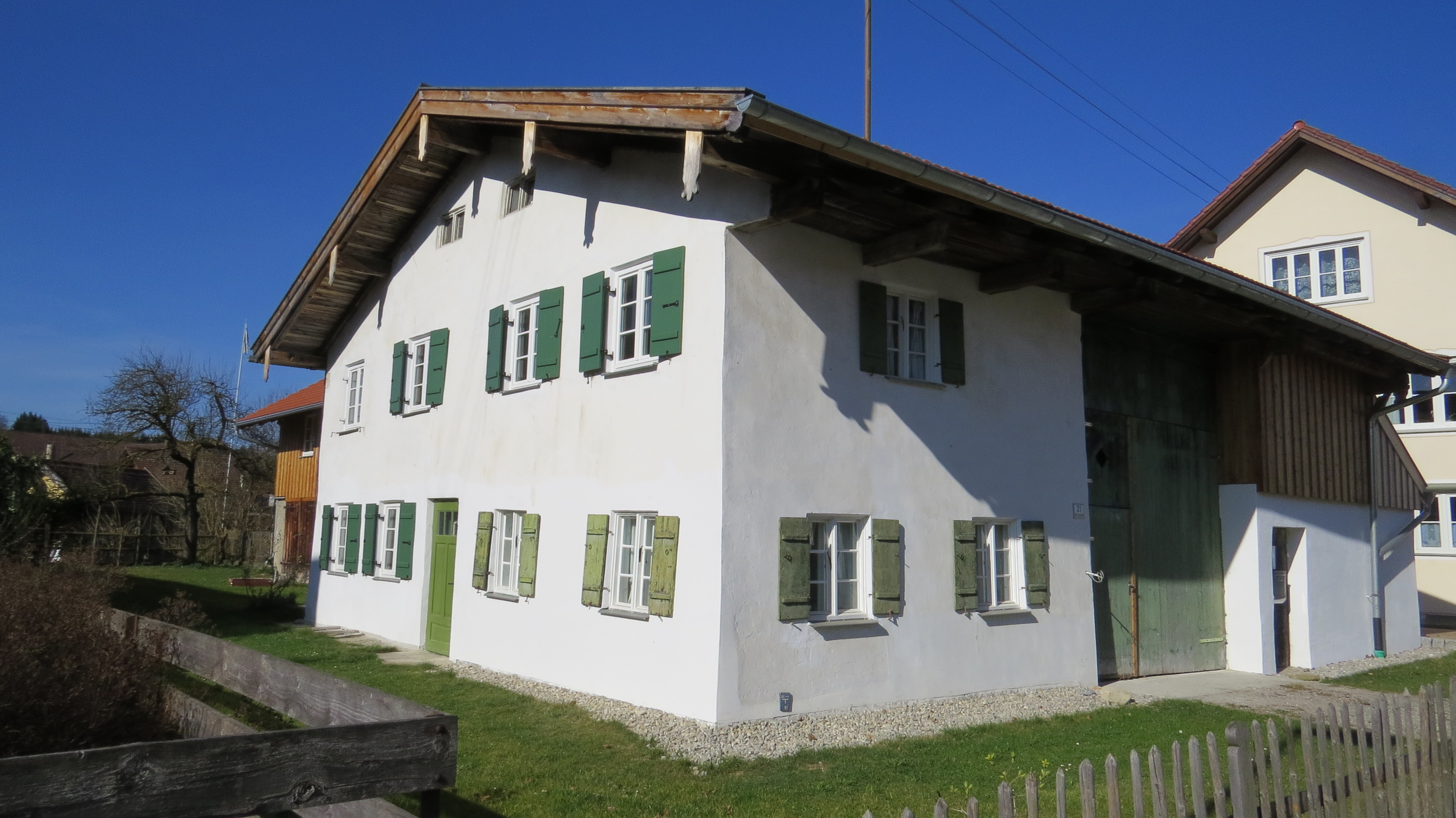
Hofstelle Via Claudia Nr. 31
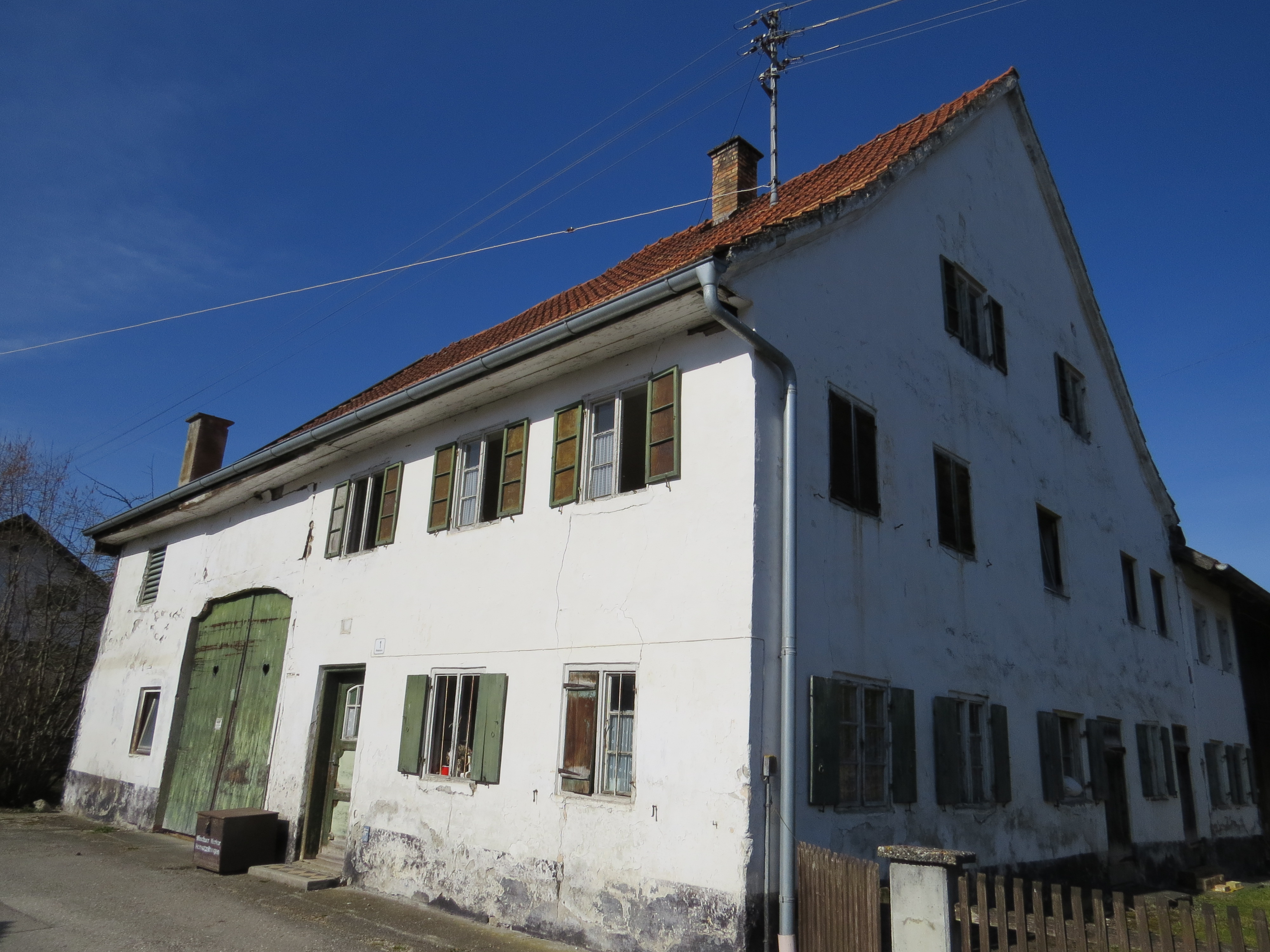
Hofstelle Wangergasse Nr. 1

### Ab der Gemeindebildung 1818
Die Landgemeinde Epfach mit Forchau, Guttenstall, Lechrainer, Neuhof und Römerau wurde durch das zweite bayerische Gemeindeedikt von 1818 begründet. Vor der Gebietsreform 1972 gehörte Epfach zum ehemaligen Landkreis Schongau. Am 1. Juli 1972 wurde die bis dahin selbstständige Gemeinde in die Gemeinde Denklingen eingegliedert und gehörte nun zum Landkreis Landsberg am Lech.
1996 geriet die Gemeinde durch ein Sexualverbrechen an einem siebenjährigen Mädchen in die überregionalen Schlagzeilen.

## Ortswappen
Das ehemalige Ortswappen zeigt eine römische Öllampe gemeinsam mit dem goldenen Christogramm. Das Wappen geht zurück auf ein Fundstück aus dem späten 4. Jahrhundert, das Zeugnis für christliches Leben in spätrömischer Zeit gibt.

## Sehenswürdigkeiten
Siehe auch: Liste der Baudenkmäler in Epfach und Liste der Bodendenkmäler in der Gemarkung Epfach
- Das kleine Museum Abodiacum im ehemaligen Spritzenhaus der Feuerwehr mit Fundstücken aus der Römerzeit, zwei Modellen und Wandtafeln mit Beschreibungen der historischen Zeit
- Kapelle St. Lorenz auf dem gleichnamigen Berg
- Ein römisches Brunnenhaus Nymphäum in der Nähe der Schule
- Eine bronzene Statue des St. Lorenz mit Gedenktafel auf der Lechbrücke
- Katholische Pfarrkirche St. Bartholomäus

## Sonstiges
Der Ort liegt am Fernradweg, der als Via Claudia Augusta entlang der gleichnamigen antiken Römerstraße verläuft.